# Palazzo Çakırağa

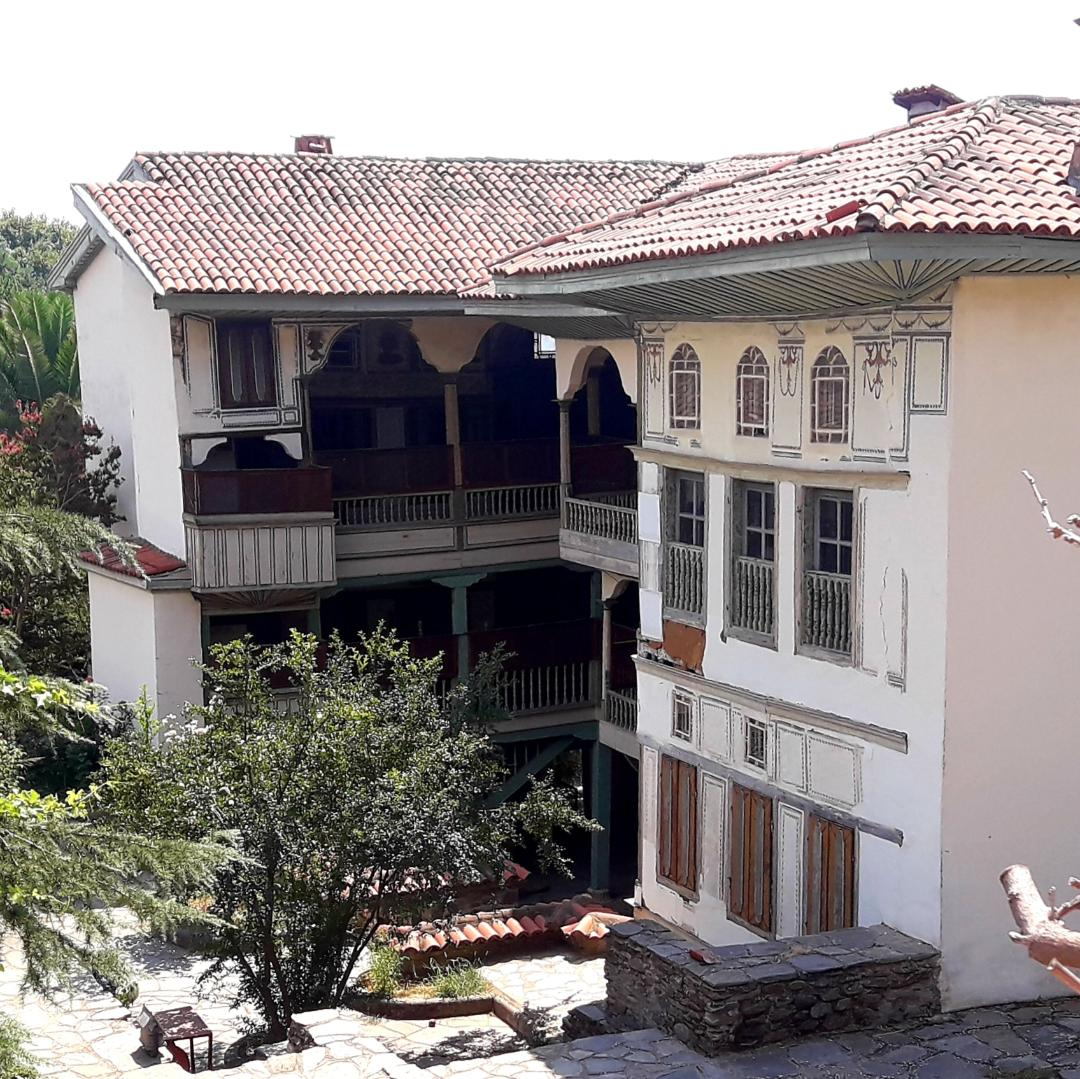
Palazzo Çakırağa a Birgi

Il Palazzo di Çakırağa (in turco Çakırağa Konağı) è un palazzo (Konak) storico della provincia di Smirne, in Turchia. Si trova nella città di Birgi, nel distretto di Ödemiş, alle coordinate 38°15′20″N 28°03′56″E.
Fu commissionato nel 1761 da Çakıroğlu Mehmet Bey, un ricco mercante. Il palazzo a tre piani è situato in un ampio giardino con alti terrapieni. Il piano terra è riservato alle stalle, alla cucina e alla camera degli ospiti. Il primo e il secondo piano sono gli alloggi. Il primo piano è il piano invernale e il secondo piano è il piano estivo. Un camino centrale riscalda il primo piano. Al secondo piano si trovano dipinti di Istanbul e Smirne, commissionati per ridurre la nostaglia di casa delle due mogli di Mehmet, originarie di queste città.